# نیکولا یلیشیچ
نیکولا یلیشیچ (انگلیسی: Nikola Jelišić؛ زادهٔ ۲۹ دسامبر ۱۹۹۴) بازیکن فوتبال است.
از باشگاه‌هایی که در آن بازی کرده‌است می‌توان به باشگاه فوتبال بایرن مونیخ اشاره کرد.
وی همچنین در تیم ملی فوتبال زیر ۲۱ سال بوسنی و هرزگوین بازی کرده‌است.